# Ane Hansen (Politikerin)

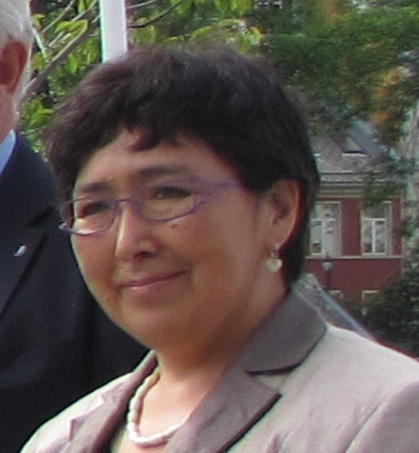
Ane Hansen (2012)

Ane Hansen (* 9. September 1961 in Akunnaaq) ist eine grönländische Politikerin (Inuit Ataqatigiit).

## Leben

### Frühes Leben
Ane Hansen ist die Tochter des Bootsführers Pitannguaq Hansen und der Köchin Judithe Koch. Sie ist verheiratet mit dem Elektriker Ole Olsen (* 1960), mit dem sie zwei Söhne hat.
Ane Hansen machte 1981 ihren Schulabschluss in Nuuk. Von 1981 bis 1987 arbeitete sie als Kontorassistentin im Krankenhaus von Aasiaat. Danach war sie ein Jahr lang Hilfslehrerin an der Ado Lyngep Atuarfia in Aasiaat. Anschließend arbeitete sie bis 1997 beim Krisenzentrum Qajaraq, dem sie ab 1992 vorstand. Neben ihren politischen Hauptämtern ist sie in einer Vielzahl an Ausschüssen und Stiftungen aktiv.

### Anfänge in der Politik
Sie wurde erstmals politisch aktiv, als sie sich erst 23-jährig als Zweite Stellvertreterin von Jens Geisler bei der Parlamentswahl 1984 aufstellen ließ. Bei der Wahl 1987 trat sie eigenständig an, konnte jedoch keinen Parlamentssitz erringen, da sie von den sieben Kandidaten ihrer Partei in ihrem Wahlkreis nur die fünftmeisten Stimmen erhielt. Bei der Kommunalwahl 1989 wurde sie erstmals in den Rat der Gemeinde Aasiaat gewählt. Bei der Parlamentswahl 1991 trat sie nur als Zweite Stellvertreterin an. Bei der Kommunalwahl 1993 wurde sie wiedergewählt und erhielt dabei das Amt der Vizebürgermeisterin hinter Knud Sørensen. Bei der Parlamentswahl 1995 erhielt sie die drittmeisten Stimmen der acht Kandidaten ihres Wahlkreises und verpasste somit erneut den Einzug ins Inatsisartut. Bei der Kommunalwahl 1997 wurde sie erneut gewählt und war somit bis 2001 Bürgermeisterin ihrer Gemeinde. Von 1999 bis 2003 war sie Mitglied der Selvstyrekommission.

### Landespolitik und Comeback als Bürgermeisterin
Nachdem sie 1999 auf eine Kandidatur verzichtet hatte, trat sie nach Ende ihrer Bürgermeistertätigkeit bei der Parlamentswahl 2002 an und wurde erstmals erfolgreich ins Inatsisartut gewählt. Bei der Folketingswahl 2001 war sie ebenfalls angetreten, wurde aber nicht gewählt. Bei der Kommunalwahl 2005 erhielt sie mehr als ein Viertel aller Stimmen und sollte somit wieder Bürgermeisterin werden für die Inuit Ataqatigiit, die sieben der elf Sitze im Kommunalrat erhielt. Direkt nach der Wahl verließen jedoch Leo Rosing und Enok Sandgreen die Partei und bildeten mit der Atassut und der Siumut eine Koalition mit Enok Sandgreen als Bürgermeister.
Bei der Parlamentswahl 2005 wurde sie wiedergewählt. Bei der Kommunalwahl 2008 wurde sie in den Rat der neuen Qaasuitsup Kommunia gewählt. Bei der Parlamentswahl 2009 wurde sie ebenfalls wiedergewählt. 2009 wurde sie zur Ministerin für Fischerei, Jagd und Landwirtschaft im Kabinett Kleist ernannt, was sie bis zum Ende der Legislaturperiode 2013 blieb. Bei der Parlamentswahl 2013 und der Kommunalwahl 2013 wurde sie ebenso wie bei der Parlamentswahl im Jahr darauf wiedergewählt. Nach der Kommunalwahl 2013 war sie Zweite Vizebürgermeisterin der Qaasuitsup Kommunia. Bei der Kommunalwahl 2017 wurde sie zur designierten Bürgermeisterin der neugegründeten Kommune Qeqertalik gewählt, woraufhin sie im Herbst 2017 von ihrem Parlamentssitz zurücktrat. Bei der Kommunalwahl 2021 unterlag sie Peter Olsen, der jedoch zugunsten von Ane Hansen auf den Bürgermeisterposten verzichtete, da er zum Minister im Kabinett Egede I ernannt wurde. Sie beschloss Ende 2024, bei der Kommunalwahl 2025 nicht mehr antreten und stattdessen bei der Parlamentswahl 2025 kandidieren zu wollen. Dort erreichte sie den vierten Nachrückerplatz ihrer Partei.
Am 28. Juli 2013 wurde sie mit dem Nersornaat in Silber ausgezeichnet.